# Internetbank
Internetbanken sind Direktbanken, die ihre Produkte ausschließlich über das Internet anbieten. Internetbanken unterhalten hierzu ebenfalls keine Filialen oder Callcenter, welche bei Direktbanken in der Regel eine wichtige Rolle spielen. Die Aufträge werden nur per Internet, E-Mail oder auf dem Postweg entgegengenommen.
In der Regel bieten Internetbanken eine limitierte Produktpalette mit Standardprodukten, wozu Girokonten, einige Sparprodukte, Depots und Baufinanzierungen gehören, an. Da Internetbanken durch das Fehlen von Filialen Kosten einsparen können, bieten sie die Produkte meist mit vergleichsweise günstigen Konditionen, wie zum Beispiel Girokonten mit Guthabenverzinsung an.
Als Problem der Internetbank kann man die Versorgung mit Bargeld bezeichnen, welche nur über Karten, also Kreditkarten oder Maestro-Cards, mittels Abheben an Geldautomaten möglich ist. Für die Abwicklung des alltäglichen Zahlungsverkehrs und das Sparen auf den immer beliebter werdenden Tagesgeldkonten ist eine Internetbank geeignet.